# Orontes III.
Orontes III. (armenisch: Երուանդ, griechisch: Ὀρόντης; † nach 280 v. Chr.) war ein Satrap und dann König von Armenien aus der Dynastie der Orontiden.
Er war der Sohn von König Orontes II. Orontes III. stand als Satrap von Armenien 317 v. Chr. zunächst unter einer nominellen Oberherrschaft der Nachfolger (Diadochen) Alexanders des Großen. Zunächst unter Antigonos Monophthalmos und nach dessen Tod in der Schlacht von Ipsos 301 v. Chr. unter Seleukos. Als nach dessen Ermordung 281 v. Chr. die Herrschaft der Seleukiden in Kleinasien ins Wanken geriet, nutzte Orontes III. die Situation um sich unabhängig zu machen. Der Historiker Diodor nannte ihn ab dieser Zeit deshalb „König“. Weiterhin unterstützte er den Fürsten von Kappadokien, Ariarathes II., bei dessen Unabhängigkeitsbestrebungen, indem sie gemeinsam den dortigen seleukidischen Strategen Amyntas besiegten.
Sein Nachfahre Orontes war um 200 v. Chr. erster eigenständiger Machthaber (Ost-)Armeniens.